# Castilho (kommun)
Castilho är en kommun i Brasilien.   Den ligger i delstaten São Paulo, i den södra delen av landet, 700 km sydväst om huvudstaden Brasília. Antalet invånare är 18 006.
Följande samhällen finns i Castilho:
- Castilho

Omgivningarna runt Castilho är huvudsakligen savann. Runt Castilho är det glesbefolkat, med 15 invånare per kvadratkilometer.